# Мексика на летних Олимпийских играх 1964
Мексика принимала участие в Летних Олимпийских играх 1964 года в Токио (Япония) в десятый раз за свою историю, и завоевала одну бронзовую медаль. Сборная страны состояла из 94 спортсменов (90 мужчин, 4 женщины).

## Медалисты
| Медаль | Спортсмен   | Вид спорта | Дисциплина        |
| ------ | ----------- | ---------- | ----------------- |
| Бронза | Хуан Фабила | Бокс       | Мужчины, до 54 кг |

## Результаты соревнований

### Академическая гребля
В следующий раунд из каждого заезда проходили несколько лучших экипажей (в зависимости от дисциплины). В финал A выходили 6 сильнейших экипажей, ещё 6 экипажей, выбывших в отборочном заезде, распределяли места в финале B.
Мужчины
| Соревнование | Спортсмены    | Предварительный заезд | Предварительный заезд | Предварительный заезд | Отборочный заезд | Отборочный заезд | Отборочный заезд | Финал   | Финал   | Итоговое место |
| Соревнование | Спортсмены    | Заезд                 | Время                 | Место                 | Заезд            | Время            | Место            | Время   | Место   | Итоговое место |
| ------------ | ------------- | --------------------- | --------------------- | --------------------- | ---------------- | ---------------- | ---------------- | ------- | ------- | -------------- |
| одиночки     | Отто Плеттнер | 1                     | 8:03,86               | 5                     | 3                | 7:46,84          | 4 QB             | Финал B | Финал B | 10             |
| одиночки     | Отто Плеттнер | 1                     | 8:03,86               | 5                     | 3                | 7:46,84          | 4 QB             | 7:33,24 | 4       | 10             |